# جون جوزيف ماكغرو
جون جوزيف ماكغرو (بالإنجليزية: John McGraw)‏ (و. 1873 – 1934 م) هو لاعب كرة قاعدة، ومدرب - لاعب كرة قاعدة ‏  أمريكي، ولد في Truxton, New York ‏، مركز لعبه هو قاعدي ثالث ‏، توفي في نيو روتشيلي، نيويورك، عن عمر يناهز 61 عاماً ، بسبب سرطان البروستاتا.

## التعليم
تعلم في جامعة سانت بونافنتورا
.